# Dacca
Ne doit pas être confondu avec Dakka.
 (juillet 2019).
Si vous disposez d'ouvrages ou d'articles de référence ou si vous connaissez des sites web de qualité traitant du thème abordé ici, merci de compléter l'article en donnant les références utiles à sa vérifiabilité et en les liant à la section « Notes et références ».
Dacca ou Dhaka ou même Dakka (en bengali : ঢাকা, /ɖʱa.ka/) est la capitale, la plus grande ville et le centre politique, culturel et économique du Bangladesh. 
Située sur la rive gauche de la rivière Buriganga, Dacca est une mégapole et l'une des plus grandes villes du sous-continent indien, avec une population de plus de 21 millions d'habitants, ce qui en fait la 9e agglomération la plus peuplée du monde selon l'ONU et aussi la mégapole la plus dense avec 30 000 hab./km. Son urbanisation soutenue en ferait la quatrième mégapole mondiale en 2030.

## Histoire
Fondée au cours du Xe siècle, Dacca prend son essor lorsqu'elle sert de capitale aux nâwabs du Bengale de 1608 à 1704, où elle est connue sous le nom de Jahangir Nagar, puis décline lorsque la capitale est transférée à Murshidabad. La ville passe sous administration britannique en 1765, est constituée en municipalité en 1864, mais ne retrouve de l'importance que lorsqu'elle devient la capitale du Bengale oriental et de l'Assam lors de la Partition du Bengale (1905-1912).
En 1956, elle est le chef-lieu du Pakistan oriental, puis lorsque cette partie orientale du Pakistan fait sécession en 1971, Dacca devient capitale du nouvel État, le Bangladesh. Elle subit de nombreux dégâts durant la guerre civile. La ville abandonne sa graphie romanisée de Dacca et prend sa nouvelle orthographe de « Dhaka » en 1982.
En février 2009, une importante mutinerie des gardes-frontières la secoue, faisant 74 morts.
En juin 2010, un sinistre dans le quartier de Nimtoli provoque la mort de 123 personnes. En novembre 2012, 111 ouvriers meurent dans l'incendie d'un atelier de confection. L’enquête établit que l’incendie résulte d’un acte de sabotage et que la direction de l’usine a empêché les victimes de s’échapper.
Le 24 avril 2013, l'effondrement d'une usine de textile fait 1 134 morts et près de 2 000 blessés parmi les ouvriers qui y travaillaient.
Du 29 juillet au 8 août 2018, la ville est le point de départ des manifestations pour la sécurité routière qui touchent l'ensemble du pays.

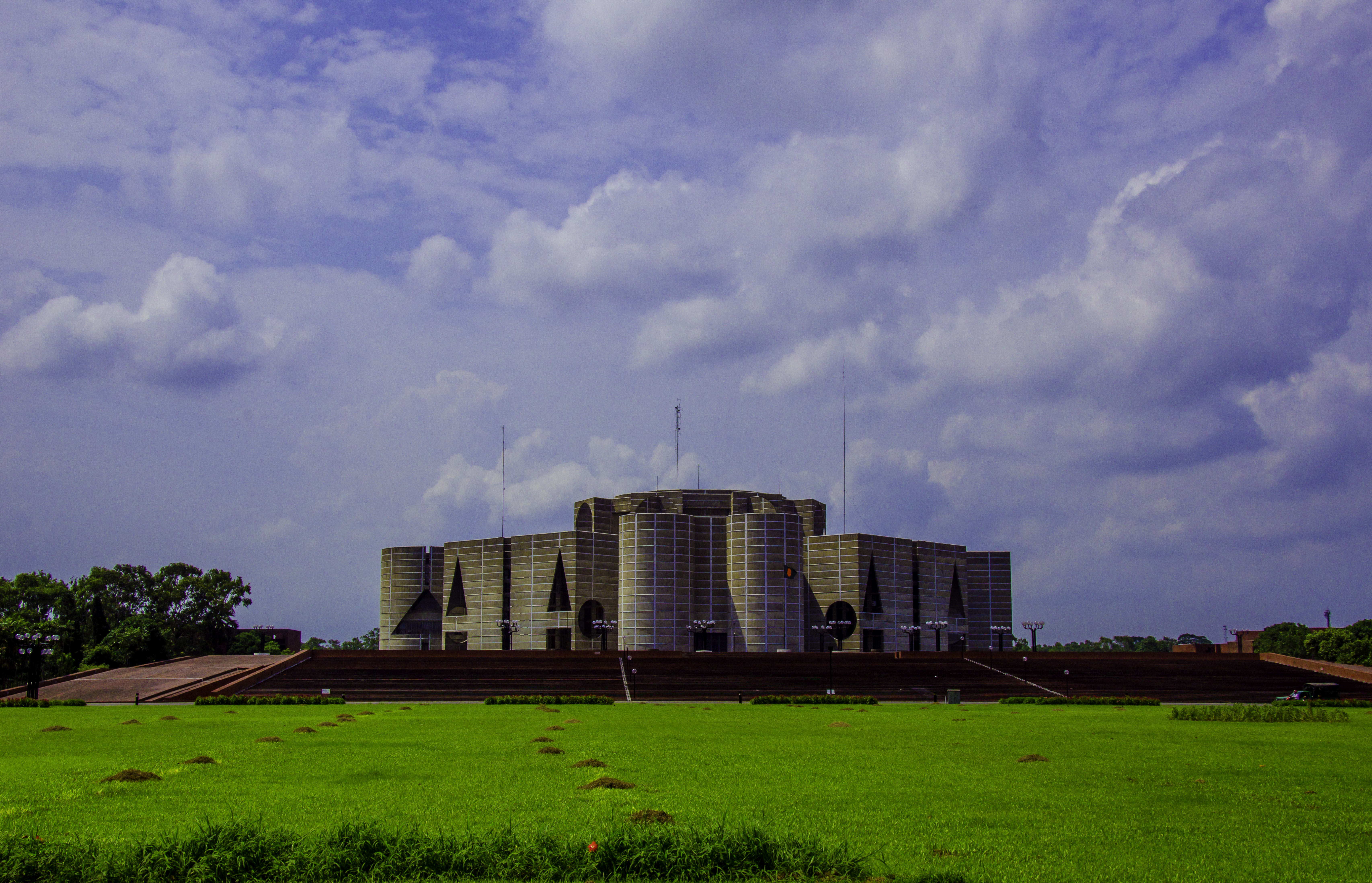
Parlement du Bangladesh (Jatiyo Sangshad), 2014.

## Géographie et climat

### Géographie
La ville est située au centre du pays sur le Buriganga, un canal de la Dhaleswaril, au cœur de la plus grande région de culture de jute du monde. C'est le centre industriel, administratif et commercial du Bangladesh, où l'on fait le commerce du jute, du riz, des oléagineux, du sucre et du thé. Les températures vont de 21 à 37 °C, l'été, et de 15 à 32 °C, l'hiver.
La zone urbaine est densément peuplée et sujette aux inondations causées par la mousson.

### Climat
Dhaka a un climat tropical caractérisé par une période de moussons. L'on distingue trois saisons :
- l'hiver (de novembre à février) : sec, avec des températures allant de 15 à 20 °C ;
- la pré-saison des moussons (de mars à mai), avec de faibles précipitations et des températures pouvant atteindre 40 °C ou plus ;
- la mousson (de juin à octobre), avec de fortes précipitations et des températures d'environ 30 °C. La majorité des précipitations, soit 80 % de la moyenne annuelle de 2 540 mm, se concentre durant la période des moussons. Le taux moyen d'humidité est de 80 %.

## Quartiers

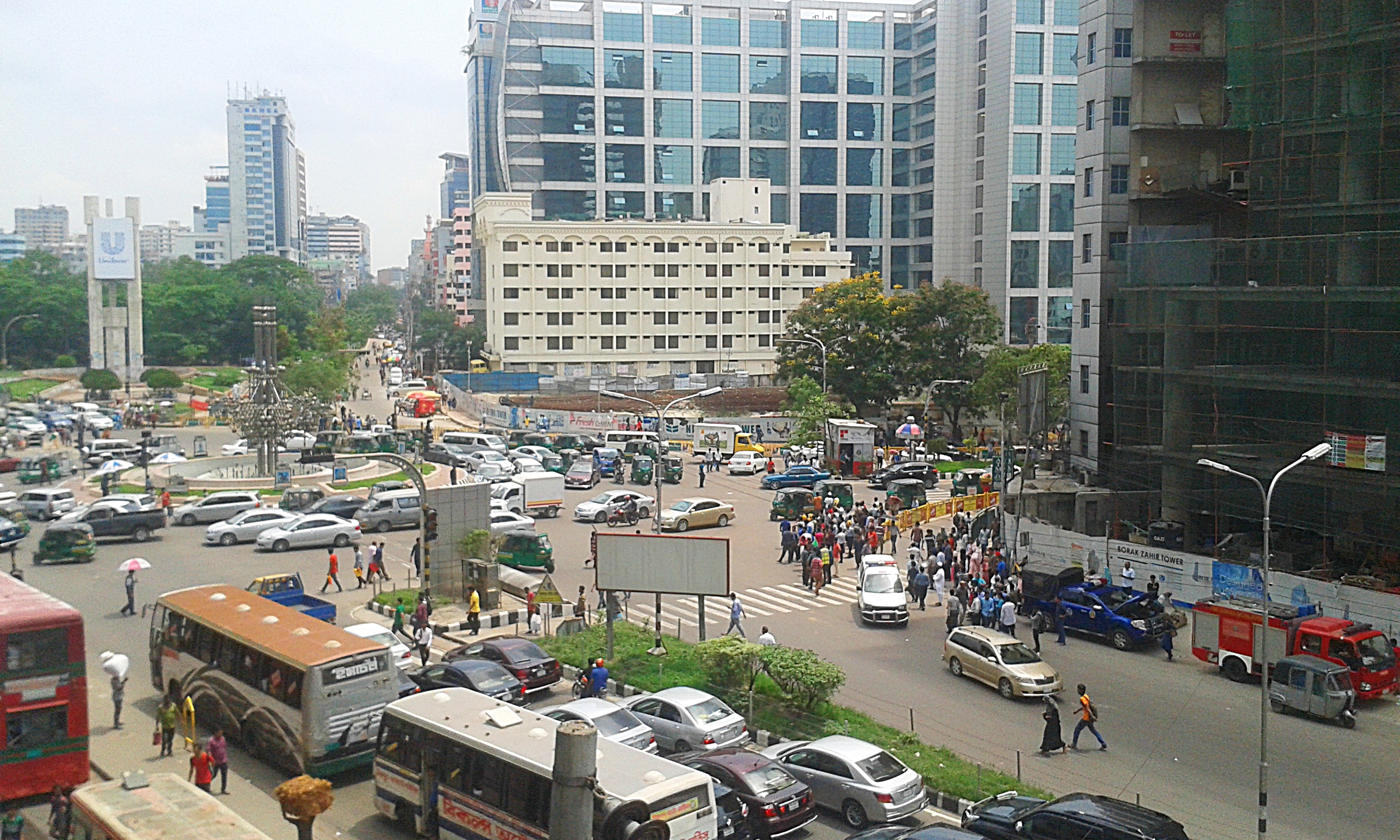
Kawran Bazar.

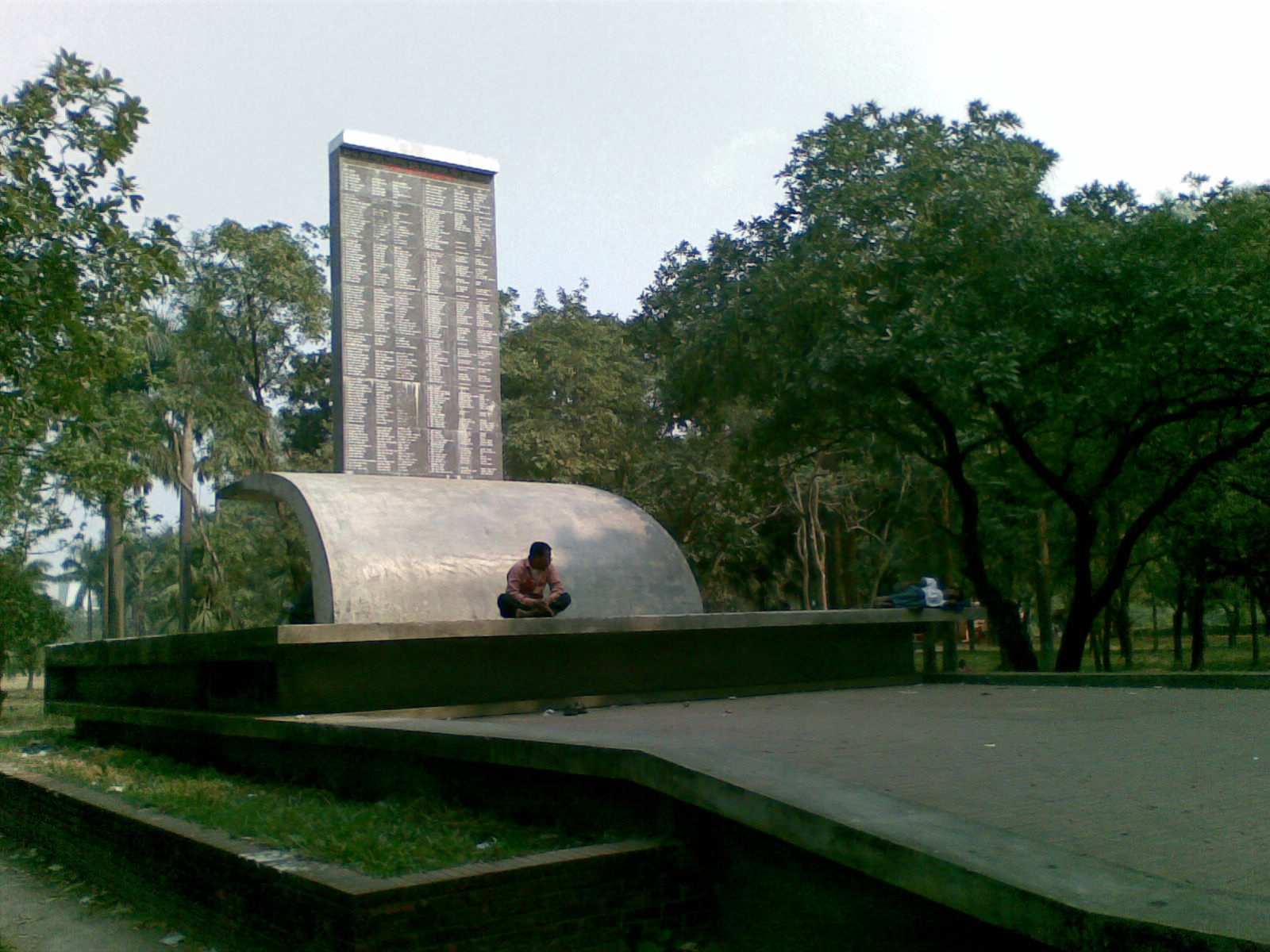
Shahid Sriti Stombho à Sohrawardy Uddan..

- Agargaon
- Armanitola
- Badda
- Baridhara
- Demra
- Dhanmondi
- Gulshan
- Hazaribag
- Kafrul
- Kamrangirchar
- Kotwali
- Lalbag
- Mohakhali
- Mohammadpur
- Moripur
- Mirpur
- Pallabi
- Savar
- Shyampur
- Sutrapur
- Tejgaon
- Uttara.

## Démographie

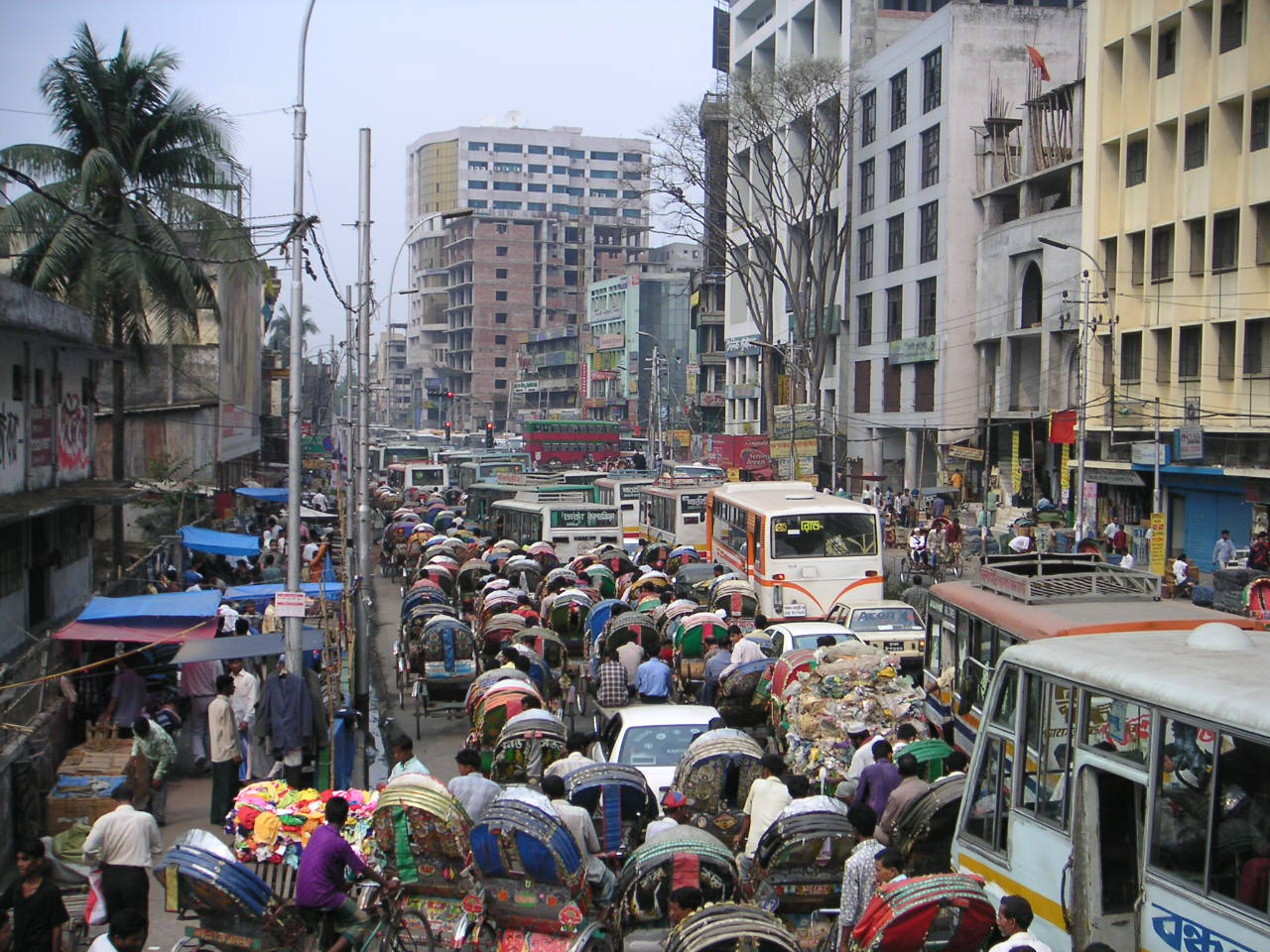
Dacca

Le premier recensement de la population fait état de 69 213 habitants en 1872. La population a crû régulièrement jusqu'à la partition des Indes. La partition de 1947 a créé une forte émigration de population musulmane venant de l'Inde, ce qui s'est traduit en 1951 par une augmentation de la population de la ville jusqu'à 336 000 habitants. La croissance démographique de la ville a explosé à partir de l'indépendance du pays en 1971.
La population présente dans la subdivision administrative Dhaka City Corporation est d'environ 7 millions d'habitants, mais la population de l'aire métropolitaine est en 2010 de 14,6 millions habitations et s'étend sur 1 600 km La population de l'agglomération croît de 4,2 % par an, ce qui est l'une des croissances urbaines les plus fortes d'Asie et du monde. Dhaka est aussi l'une des villes avec la plus forte densité de population au monde.
Si 30 % de sa population vit dans des bidonvilles, le taux d'alphabétisation est passé de 2001 à 2010 de 62,3 % à 72,7 %, ce qui est largement supérieur à la moyenne nationale qui est de 56,5 %.
Depuis 1801, l'évolution démographique de Dacca a été :
| 1801    | 1840   | 1872   | 1881   | 1911    |
| ------- | ------ | ------ | ------ | ------- |
| 200 000 | 51 636 | 69 212 | 79 076 | 125 700 |

| 1941    | 1951    | 1961    | 1974      | 1981      |
| ------- | ------- | ------- | --------- | --------- |
| 239 000 | 336 000 | 556 000 | 1 680 000 | 3 440 000 |

| 1991      | 2004       | 2008       | 2011       | 2022       |
| --------- | ---------- | ---------- | ---------- | ---------- |
| 6 150 000 | 10 403 957 | 13 240 743 | 13 500 000 | 22 478 116 |

| Histogramme de l'évolution démographique de Dacca |
|                                                   |

## Économie

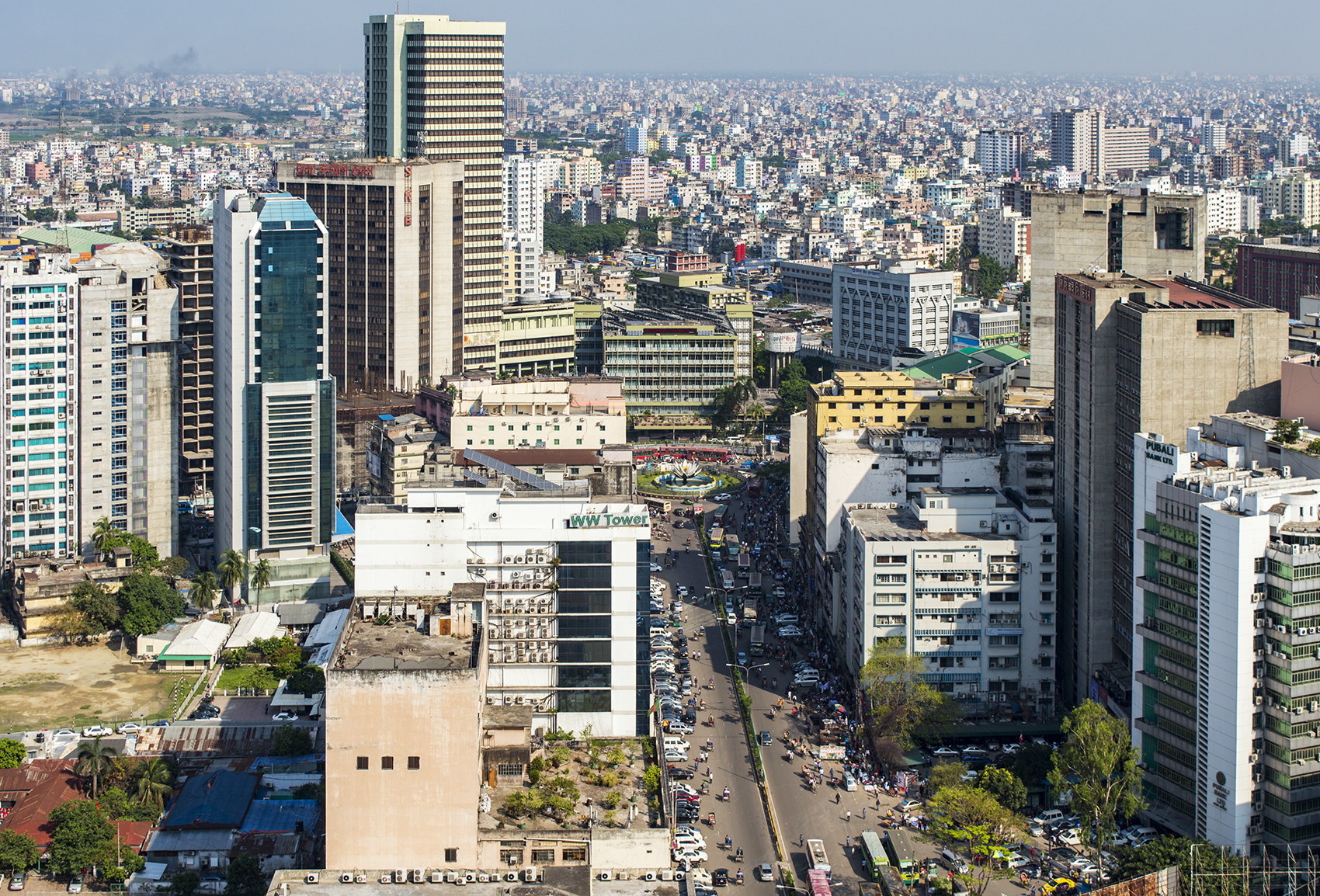
Dacca.

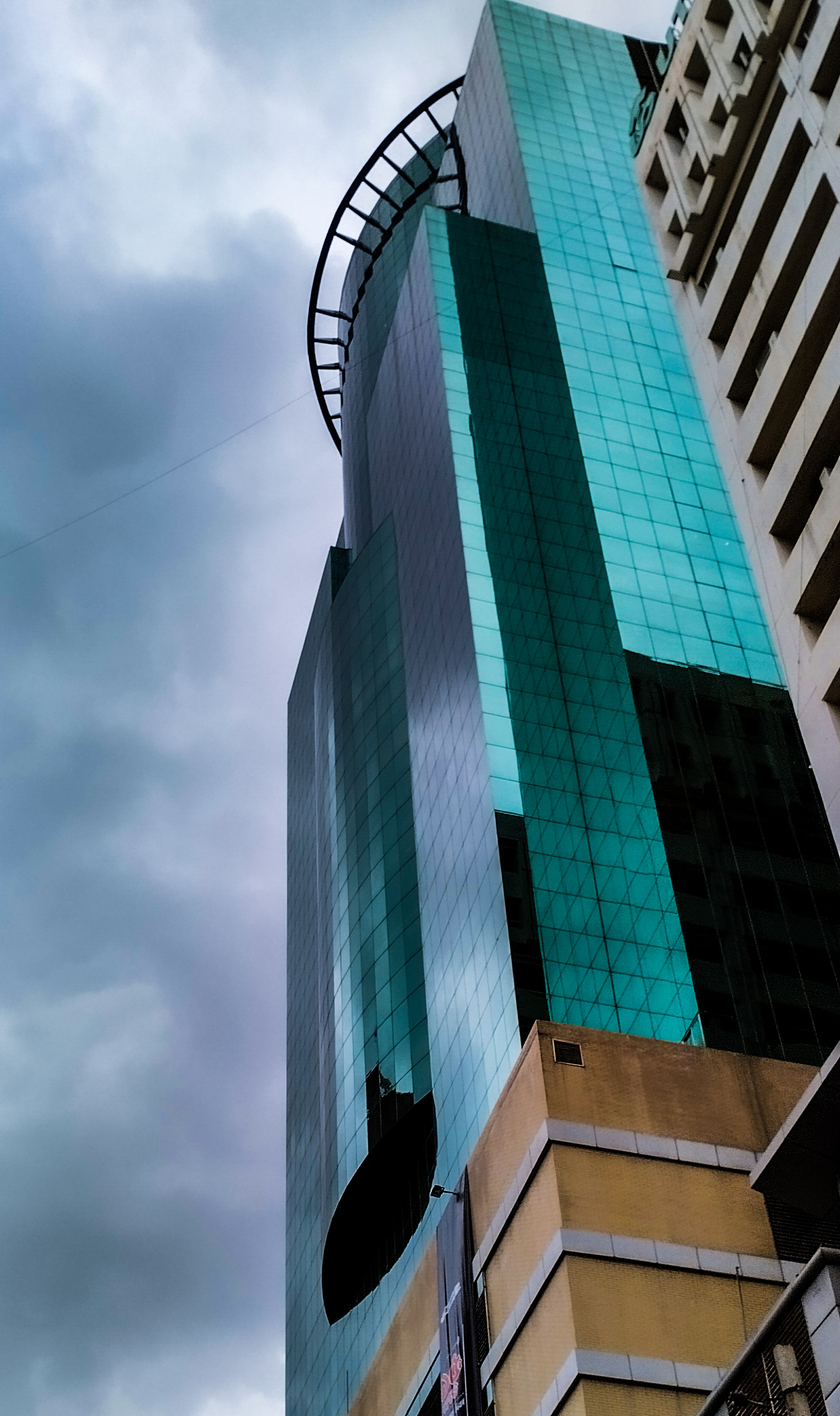
City center, le plus haut immeuble de Dacca en 2022.

Dhaka est une des régions du Bangladesh les plus prospères du point de vue économique. Elle produit de nombreux biens allant des produits traditionnels comme le textile, l'argent, l'or à l'électronique. L'activité industrielle la plus importante est la production textile qui représente 80 % des recettes d'exportation totales.
Plusieurs institutions se trouvent dans la capitale. La banque centrale du Bangladesh est située dans la ville.

## Transports
- Aéroport international Shah Jalal
- Métro de Dacca

## Culture

### Patrimoine
Dacca est connue pour ses 700 mosquées. La ville compte de nombreux monuments, dont le temple Dakeshwari (« de la déesse cachée », dont la ville tire probablement son nom), le palais Bara Katra, Hoseni Dalan, le fort Lal Bagh et le parlement Jatiya Sangsad Bhaban (le bâtiment de l'Assemblée nationale conçu par l'architecte américain Louis Kahn, pour lequel il a reçu un prix, est un emblème de l'architecture contemporaine de la ville).

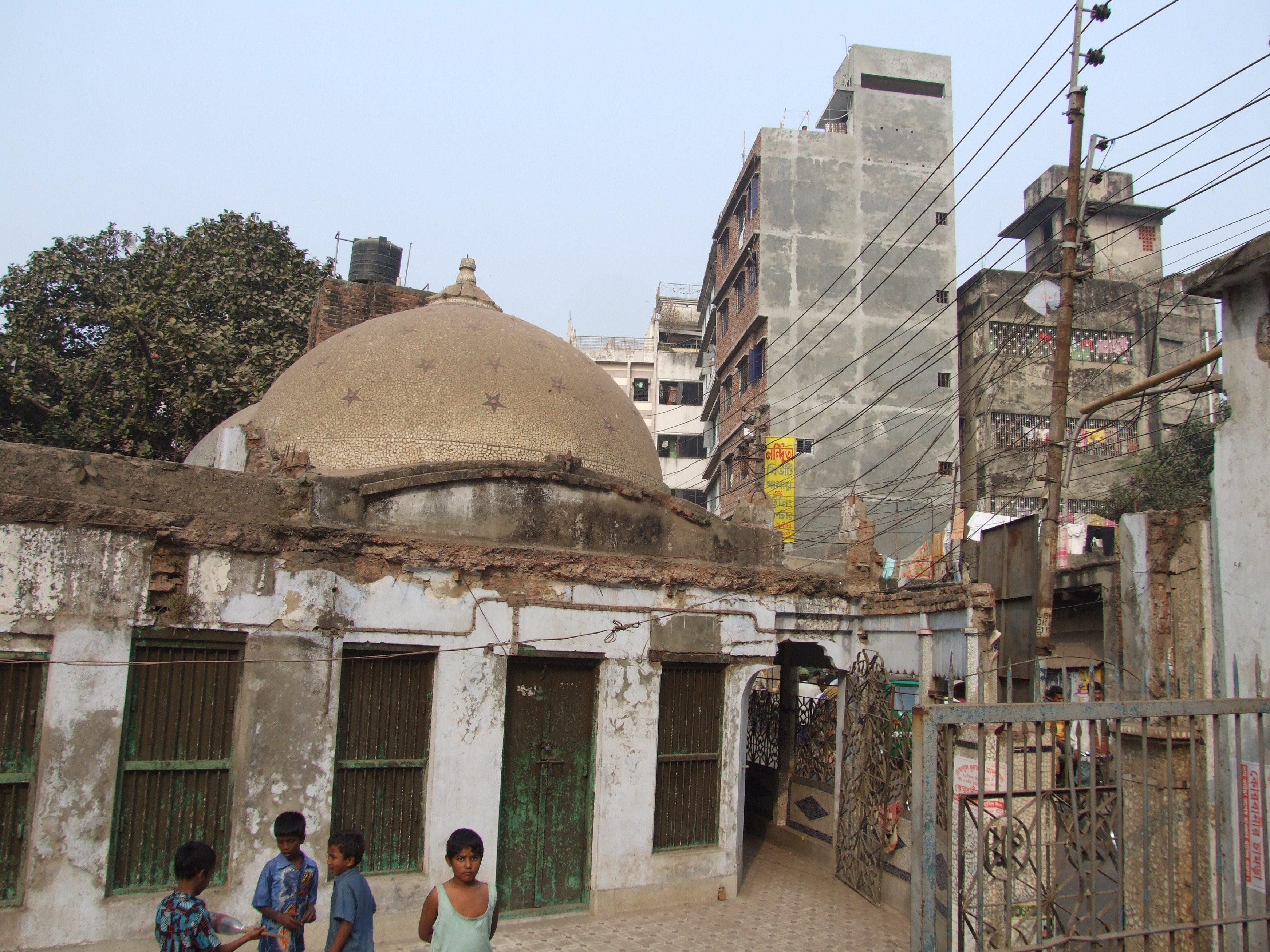
La mosquée Binat Bibi, plus ancienne mosquée de la ville, construite en 1454.

### Musées

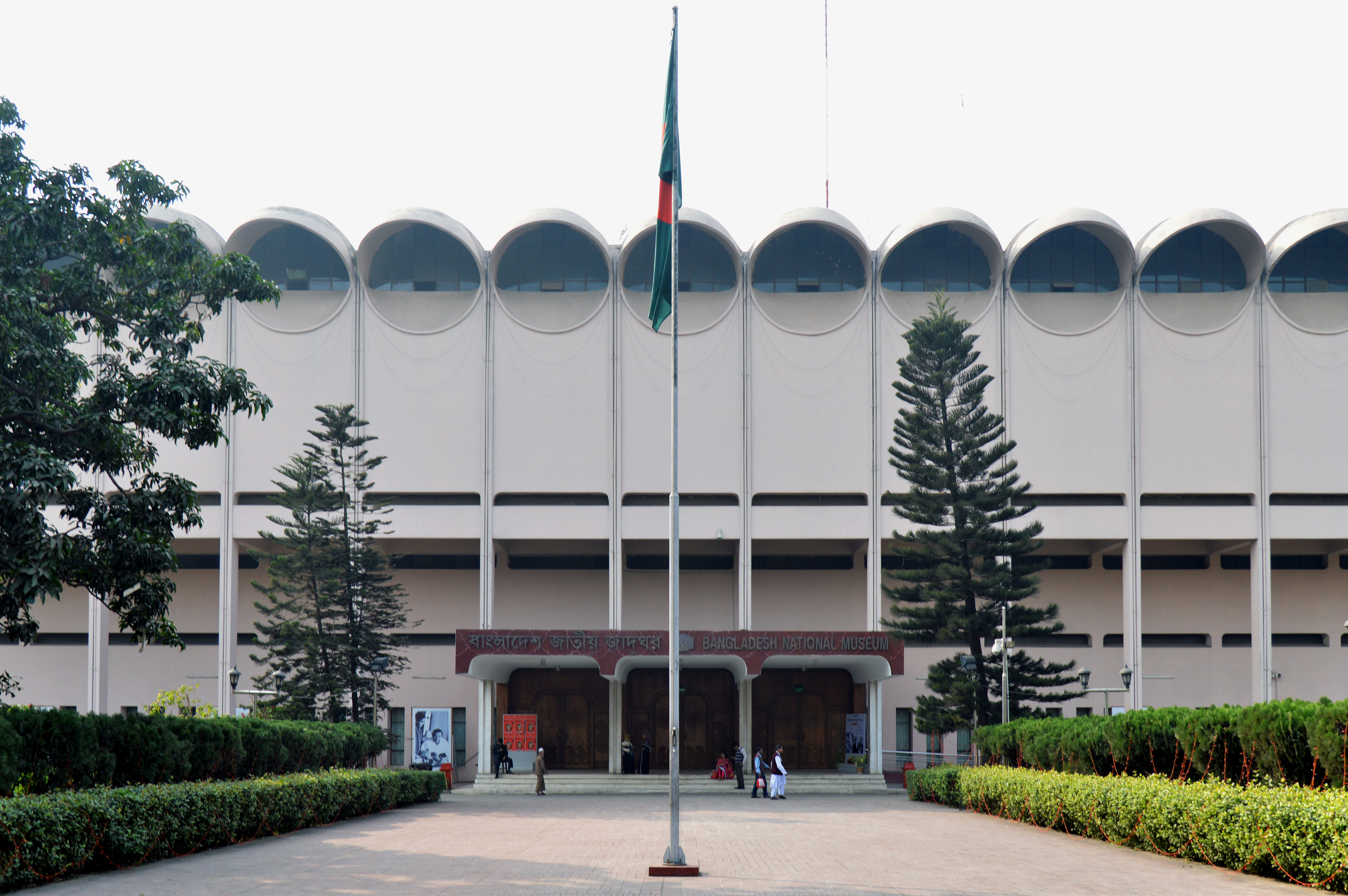
Le Musée national du Bangladesh, dans le district de Shahbag, à Dacca en 2011

- Le Musée national du Bangladesh, installé dans le palais Ahsan Manzil Mughal, dans le district de Shahbag, abrite des collections consacrées à l'archéologie, à l'art classique, aux arts décoratifs, à l'art contemporain, à l'histoire, à l'histoire naturelle, à l'ethnologie et à la civilisation mondiale.

### Enseignement
La ville compte aussi plusieurs établissements d'enseignements supérieurs dont l'université de Dacca (1921), l'université d'ingénierie et de technologie du Bangladesh (1876) et l'université de Jahangirnagar (1970). La langue nationale, parlée par une très grande partie de la population, est le bengali, l'anglais n'étant parlé que par la classe de la population la plus aisée, vu la très grande pauvreté du pays. L'ourdou est encore parlé par ceux qui ont connu le temps où le Pakistan était un pays en deux parties séparées par l'Inde, avant 1972.
Elle compte de même un grand nombre d'école internationales dont l'École française internationale de Dacca, l'École américaine, l'École internationale.[pas clair]

### Religion

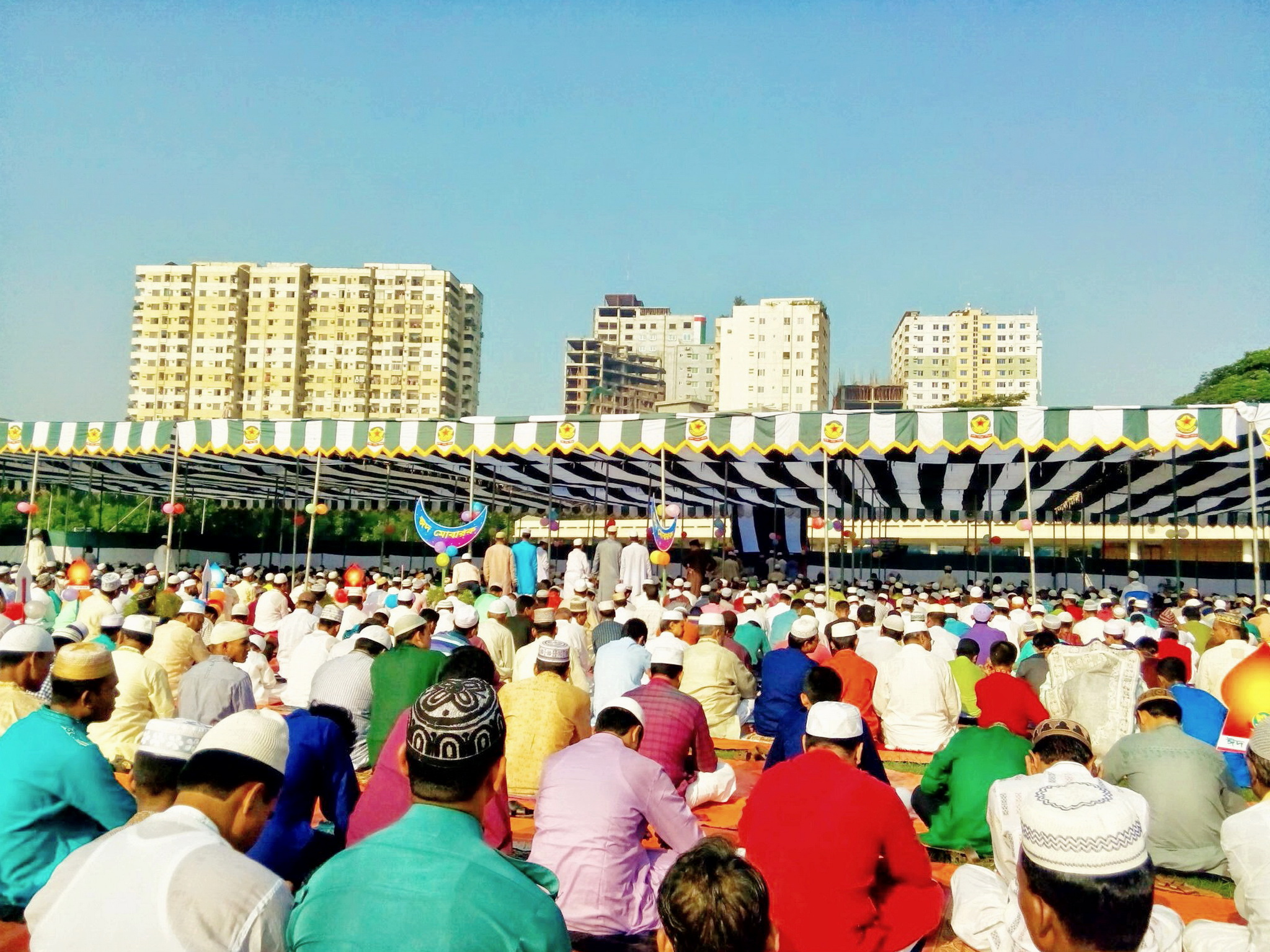
Aïd al-Adha.

Environ 87 % des habitants sont musulmans, la majorité d'entre eux étant sunnites. Les hindous représentent environ 12 % de la population tandis que les bouddhistes et les chrétiens sont approximativement 0,5 % pour chacune des communautés.
La mosquée Binat Bibi, construite en 1454, est la plus ancienne mosquée de la ville encore debout en 2023.

#### Archevêché
- Archidiocèse de Dhaka
- Cathédrale Sainte-Marie de Ramna

### Sport
La ville a accueilli les Jeux d'Asie du Sud à trois reprises : en 1985, en 1993, puis en 2010.

## Jumelages
| Ville | Ville    | Pays | Pays  |
| ----- | -------- | ---- | ----- |
|       | Calcutta |      | Inde  |
|       | Canton   |      | Chine |

## Personnalités liées à la ville
- Safiuddin Ahmed, peintre et graveur bangladais y est mort.
- Taslima Akhter, photographe bangladaise.
- Tahmima Anam, née à Dacca, romancière britannique.
- Marina Tabassum, architecte bangladaise.
- Saida Muna Tasneem, diplomate bangladaise.
- Saima Wazed, militante bangladaise de l'autisme de renommée mondiale.